# Ju-on: Origins
Ju-on: Origins è una serie televisiva horror giapponese basata sul franchise Ju-on. La serie è stata pubblicata sul servizio di streaming Netflix il 3 luglio 2020.

## Trama
L'attrice Haruka Honjo racconta a Yasuo Odajima, un appassionato di paranormale, di sentire dei passi di bambino nel cuore della notte. La ragazza scopre che le presenze sono state attirate dal suo fidanzato Tetsuya, che aveva visitato una villetta in cui sono avvenuti dei delitti. Proprio in quella casa una ragazza, Kiyomi, viene stuprata e i suoi coetanei sono perseguitati da una donna vestita di bianco.

## Episodi
| Stagione       | Episodi | Pubblicazione originale |
| -------------- | ------- | ----------------------- |
| Prima stagione | 6       | 2020                    |

## Personaggi e interpreti

### Personaggi principali
- Yasuo Odajima, interpretato da Yoshiyoshi Arakawa.
- Haruka Honjo, interpretata da Yuina Kuroshima.
- Kiyomi Kawai, interpretata da Ririka.
- Yudai Katsuragi, interpretato da Koki Osamura.

### Personaggi secondari
- Donna vestita di bianco, interpretata da Seiko Iwaido.
- Tetsuya Fukazawa, interpretato da Kai Inowaki.
- Tamotsu Kosaka, interpretato da Ryushin Tei.
- Kokichi Odajima, interpretato da Yuya Matsuura.
- Manami Kuze, interpretata da Kaho Tsuchimura.
- Yuka Tsujii, interpretata da Takemi Fujii.
- Keiichi Masaki, interpretato da Ryota Matsushima.
- Chie Masaki, interpretata da Haruka Kubo.
- Nobuhiko Haida, interpretato da Shinsuke Kato.
- Keiko Haida, interpretata da Nana Yanagisawa.
- Yusaku Morozumi, interpretato da Atom Shukugawa.
- Tomoko Morozumi, interpretata da Yura Anno.
- M, interpretato da Tokio Emoto.
- Michiko Fukazawa, interpretata da Nobuko Sendo.
- Kimie Ariyasu, interpretata da Kana Kurashina.